# Guoxing
Guoxing (chinesisch 國姓鄉, Pinyin Guóxìng Xiāng) ist eine Landgemeinde (鄉,  Xiāng) im Landkreis Nantou in Zentraltaiwan.

## Beschreibung
Guoxing (wörtl. „Landesname“) liegt im Norden des Landkreises Nantou am westlichen Rand des Taiwanischen Zentralgebirges. Das Gemeindegebiet hat etwa die Form eines auf der Spitze stehenden Dreiecks mit den Kantenlängen 21,5 × 28,5 × 16 Kilometer. Die angrenzenden Gemeinden im Landkreis Nantou sind Ren’ai und Puli im Osten, Yuchi im Südosten, Shuili an der Südspitze, Zhongliao im Südwesten und Caotun im Westen. Im Norden grenzt Guoxing an das Stadtgebiet von Taichung und die Stadtbezirke Wufeng, Taiping, Xinshe und Heping. In Guoxing gibt es drei größere Fließgewässer: den von Osten kommenden Fluss Beigang (北港溪,  Běigǎng Xī – nicht zu verwechseln mit dem gleichnamigen, weiter westlich gelegenen Fluss Beigang im Landkreis Yunlin) und den von Süden kommenden Fluss Nangang (南港溪,  Nángǎng Xī), die sich beide in Guoxing zum Fluss Wu (烏溪,  Wū Xī) vereinigen, der weiter nach Westen fließt. Die menschlichen Siedlungen finden sich vor allem entlang der Flusstäler.

## Geschichte
Während der europäischen Kolonialphase in Taiwan im 17. Jahrhundert war die Gegend von Guoxing Teil des sogenannten Königreichs Middag, eines losen Stammesverbandes aus mehreren austronesischen Ethnien in Mittel-Taiwan. Nach der Vertreibung der Niederländer durch die Invasionsarmee Koxingas gründete dieser im Süden Taiwans das Königreich Tungning. Im Krieg gegen Middag zogen Koxingas Truppen durch das Tal des Flusses Wu ostwärts bis ins heutige Guoxing, das zu dieser Zeit seinen Namen erhielt. Später gerieten sowohl Tungning als auch Middag unter die Herrschaft der Qing-Dynastie. Guoxing wurde nach und nach durch Han-chinesische Einwanderer besiedelt. Zur Zeit der japanischen Herrschaft in Taiwan (1895–1945) war Guoxing ab 1920 administrativ Teil des Bezirks Nenggao der Präfektur Taichū. Nach der Übertragung Taiwans an die Republik China im Jahr 1945 wurde Guoxing eine Landgemeinde im 1950 neu gegründeten Landkreis Nantou.

## Bevölkerung
Die Bevölkerung besteht zu mehr als 75 % aus Nachkommen von Hakka, die in der Vergangenheit aus Zhuolan (Landkreis Miaoli), Dongshi (Taichung) und dem Landkreis Hsinchu zugewandert sind. Guoxing ist die Gemeinde mit dem höchsten Hakka-Anteil in Nantou. Die regionale Hakka-Kultur Guoxings gilt als wesentlich inklusiver als die anderer Hakka-Gemeinschaften in Taiwan. Ende 2017 gehörten 113 Personen (0,6 %) den indigenen Völkern Taiwans an.
| Gliederung von Guoxing |
|                        |

## Verwaltungsgliederung
Guoxing ist in 13 Dörfer (村,  Cūn) untergliedert:
1. Changfeng (長豐村)

2. Changfu (長福村)

3. Beigang (北港村)

4. Changliu (長流村)

5. Shimen (石門村)

6. Daqi (大旗村)

7. Guoxing (國姓村)

8. Gangou (乾溝村)

9. Fugui (福龜村)

10. Ganlin (柑林村)

11. Dashi (大石村)

12. Beishan (北山村)

13. Nangang (南港村)

## Landwirtschaft
Prägender Wirtschaftszweig ist die Landwirtschaft. Aufgrund der gebirgigen Topografie kann jedoch nur ein kleinerer Teil des Gemeindegebiets landwirtschaftlich genutzt werden. Angebaute Produkte sind japanische Wollmispel (Ernte von Februar bis April), Erdbeeren (November bis April, etwa 10 ha in den Dörfern Fugui, Changliu und Beigang), Kartoffel-Rose, Banane (8140 t auf 370 ha), Kaffee (200 t auf 80 ha), Tankan-Orangen (im März/April), Flamingoblumen, Drachenfrucht (Juni bis Dezember), Guave (ganzjährig, in den Dörfern Fugui, Shimen, Guoxing, Beigang), Shiitake-Pilze (in den Dörfern Changfu und Beigang), Beishan (北山)-Tee, u. a. m. Die früher bedeutende Betelnuss-Produktion hat stark abgenommen. Im Dorf Nangang werden Sambar gezüchtet, deren Geweih in der traditionellen chinesischen Medizin Verwendung findet.

## Verkehr

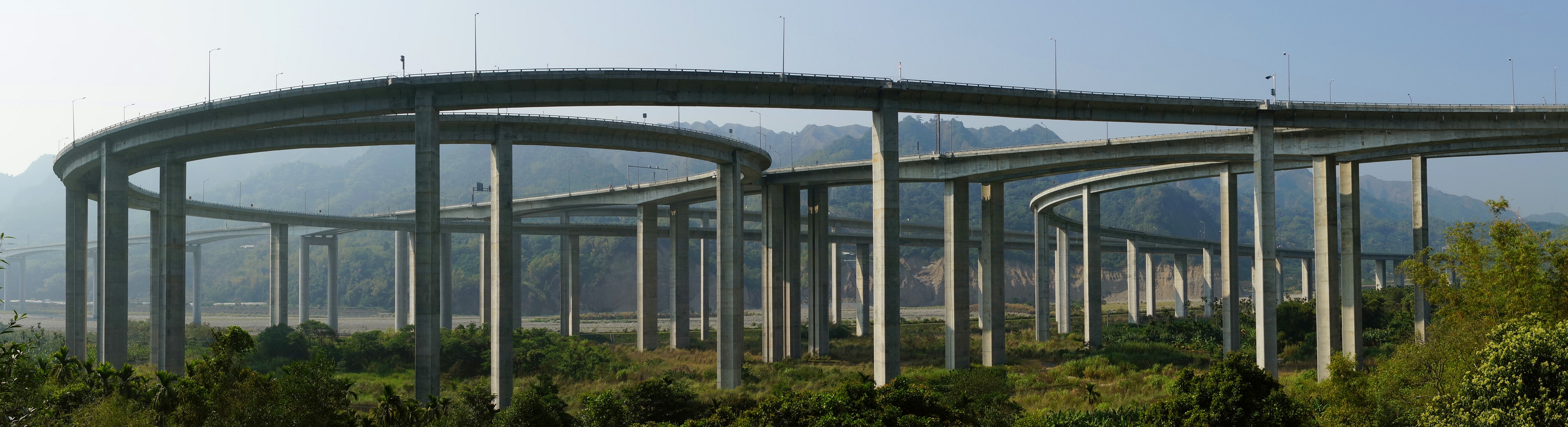
Fernstraßenkreuzung Guoxing

Hauptverkehrsader ist die Nationalstraße 6 (Autobahn), die in West-Ost-Richtung verläuft. Ebenfalls in West-Ost-Richtung, jedoch in weniger geradliniger Strecke verläuft die Provinzstraße 14. Im Nordosten wird Guoxing von der Provinzstraße 21 durchquert. Außerdem gibt es die Kreisstraßen 133 (verbindet die Provinzstraßen 14 und 21), 136 (führt nach Taiping (Taichung)) und 147 (führt nach Shuili).

## Besonderheiten, Tourismus
Hauptattraktion in Guoxing ist die Natur. Außerdem gibt es in fast jedem Dorf kleinere Tempel.

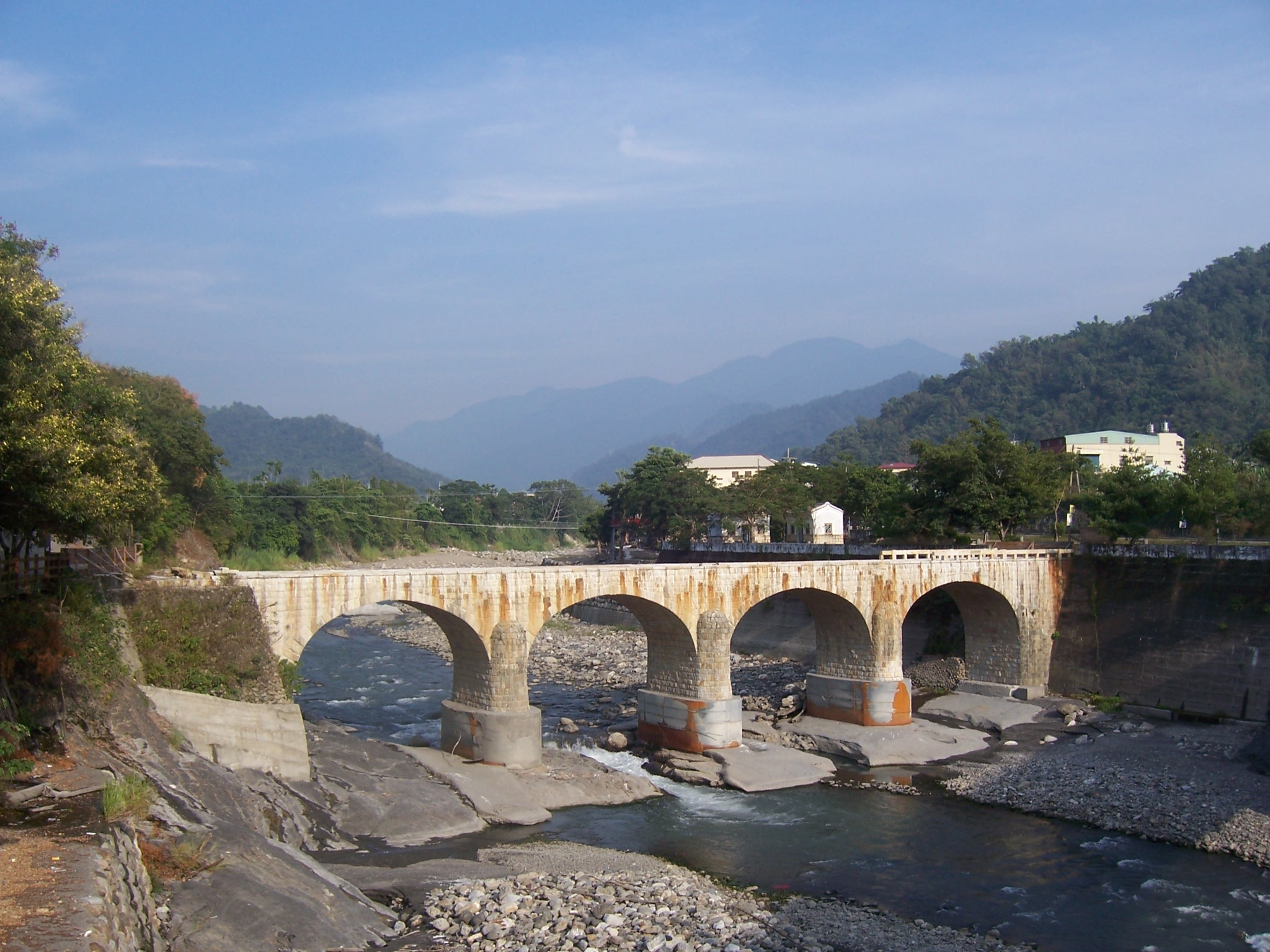
Alte Beigang-Brücke (舊北港溪橋), auch „Klebreis-Brücke“ (糯米橋, )
Flusstal des Beigang
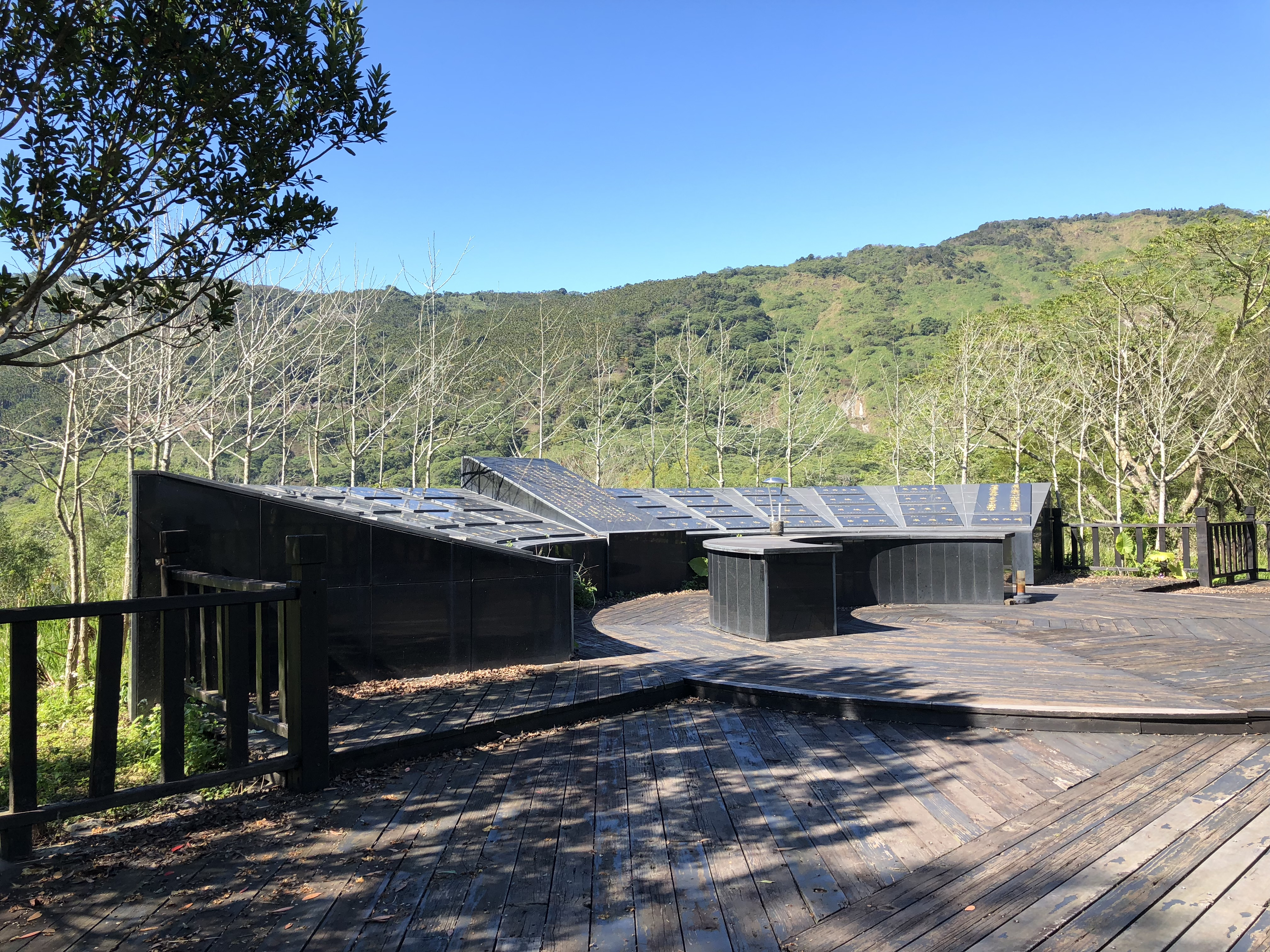
Jiufenershan-Denkmal (九份二山紀念碑, ) für die Opfer des 921-Erdbebens